# Challenger de Hangzhou 2024
El torneo Hangzhou Challenger 2024 fue un torneo de tenis perteneció al ATP Challenger Tour 2024 en la categoría Challenger 125. Se trató de la 1ª edición; el torneo tuvo lugar en la ciudad de Hangzhou (China), desde el 7 hasta el 13 de octubre de 2024 sobre pista dura al aire libre.

## Jugadores participantes del cuadro de individuales
| Preclasificado | País                    | Jugador         | Rank1 | Posición en el torneo |
| 1              | Bandera de Australia    | James Duckworth | 75    | CAMPEÓN               |
| 2              | Bandera de Australia    | Rinky Hijikata  | 78    | Cuartos de final      |
| 3              | Bandera de Italia       | Fabio Fognini   | 81    | Cuartos de final      |
| 4              | Bandera de Francia      | Arthur Cazaux   | 92    | Cuartos de final      |
| 5              | Bandera de Australia    | Adam Walton     | 95    | Cuartos de final      |
| 6              | Bandera de Canadá       | Gabriel Diallo  | 105   | Semifinales           |
| 7              | Bandera del Reino Unido | Billy Harris    | 106   | Segunda ronda         |
| 8              | Bandera de China Taipéi | Tseng Chun-hsin | 116   | Semifinales           |

- 1 Se ha tomado en cuenta el ranking del 30 de septiembre de 2024.

### Otros participantes
Los siguientes jugadores recibieron una invitación (wild card), por lo tanto ingresan directamente al cuadro principal (WC):
- Cui Jie
- Te Rigele
- Fabio Fognini

Los siguientes jugadores ingresan al cuadro principal tras disputar el cuadro clasificatorio (Q):
- Aleksandre Bakshi
- Petr Bar Biryukov
- Ray Ho
- Kasidit Samrej
- Yusuke Takahashi
- Zhang Tianhui

## Campeones

### Individual Masculino
- James Duckworth derrotó en la final a  Mackenzie McDonald por 2–6, 7–6(5), 6–4

### Dobles Masculino
- Sun Fajing /  Te Rigele derrotó en la final a  Thomas Fancutt /  Yuta Shimizu por 6–3, 7–5